# 安德魯·雷
安德魯·雷（Andrew Leigh，1972年8月3日—）是一位澳洲政治人物，他的黨籍是澳洲工黨。自2010年開始，他是弗雷澤選區選出的澳大利亞眾議院的議員。他曾經在澳洲國立大學擔任經濟學教授。